# Montrouge
Montrouge je francouzské město v departementu Hauts-de-Seine v regionu Île-de-France.

## Poloha
Ze severu hraničí s Paříží (hranici tvoří především boulevard périphérique). Na východě sousedí s městy Gentilly a Arcueil, na jihu s městem Bagneux, na jihozápadě s městem Châtillon a na západě s městem Malakoff.

## Historie
Montrouge (latinsky Monsrubens) se poprvé objevuje za Filipa II. Augusta, kdy byl majitelem Robert de Rubeo Monte.
Oblast Montrouge byla dlouho jen řídce obydlena, ve 12. století se zde usadili mniši sv. Viléma, kteří zde zůstali až do roku 1674. Jednalo se o druhé místo ve Francii, jen několik let po založení převorství Louvergny v roce 1249.
Rozvoj Montrouge podpořil Charles l'Aubépine, markýz de Chateauneuf, dvořan Ludvíka XIII. Jeho rod získal panství kolem roku 1600. Kolem roku 1640 byla na pozemcích kolem Montrouge zřízena obora pro královské lovy a Montrouge byla vyhledávána šlechtou.
Markýz de Chateauneuf zde nechal postavit zámek, kde žil od roku 1650 do své smrti v roce 1663. Zámek koupil v roce 1691 pan de Morstein. Stavba byla zbořena kolem roku 1815.
V roce 1668 se v Montrouge usídlili jezuité, kteří zde pobývali do roku 1762. V roce 1814 se do Montrouge opět vrátili.
Za Druhého císařství zde vznikly tzv. "katolické dílny", které vedl abbé Migne. Dílny zaměstnávaly mnoho mladých umělců a vyráběly se zde umělecké předměty pro kostely ve Francii.
V roce 1860 došlo k rozšíření hranic Paříže a část města Montrouge se stala součástí 14. pařížského obvodu. Město tak přišlo i o svou radnici, která zůstala na území Paříže a stala se radnicí 14. obvodu. Rozloha města se zmenšila ze 350 ha na 105 ha.
Od roku 1925 došlo ve městě k rozmachu průmyslu, vzniklo zde mnoho tiskáren a továren, většina již dnes zmizela.

## Doprava
Na hranici s městem Châtillon se nachází zastávka metra na lince 13. Konečná stanice Châtillon – Montrouge. V roce 2013 byla prodloužena linka 4 do stanice Mairie de Montrouge.
RATP provozuje ve městě 11 autobusových linek.

## Osobnosti města
- Robert Doisneau (1912 – 1994), fotograf
- Claude Sautet (1924 – 2000), scenárista a režisér
- Coluche (1944 – 1986), herec a komik